# Arturo Kinch
Pour les articles homonymes, voir Kinch.
Arturo Kinch, né le 15 avril 1956 à San José, est un fondeur et skieur alpin costaricien.

## Biographie
Kinch, né au Costa Rica et d'abord amateur de football, découvre le ski au Colorado aux États-Unis.
Il a la particularité d'être l'athlète le plus complet du grand cirque blanc puisqu'il est à la fois skieur alpin et fondeur pour le Costa Rica.
Il a représenté son pays lors des Jeux olympiques de Lake Placid en 1980, où il est le premier costaricien à prendre part aux jeux d'hiver, Jeux olympiques de Sarajevo en 1984, Calgary en 1988, Salt Lake City en 2002 et enfin Turin en 2006, alors âgé de 49 ans. Il est porte-drapeau de sa délégation en 1980 et 1988 et son meilleur résultat est 41e de la descente de ski alpin en 1980. En ski de fond, son meilleur résultat est 67e du sprint en 2002. Il aurait pu participer aux Jeux olympiques d'hiver de 2010 sans une erreur administrative de son comité national olympique, mais reste le sportif de son pays avec le plus de participation tous jeux confondus.
Travaillant pour une compagnie aérienne à Denver, il manque toutes les éditions des Jeux olympiques dans les années 1990, tentant de régler ses problèmes maritaux.